# Ritme idioventricular accelerat

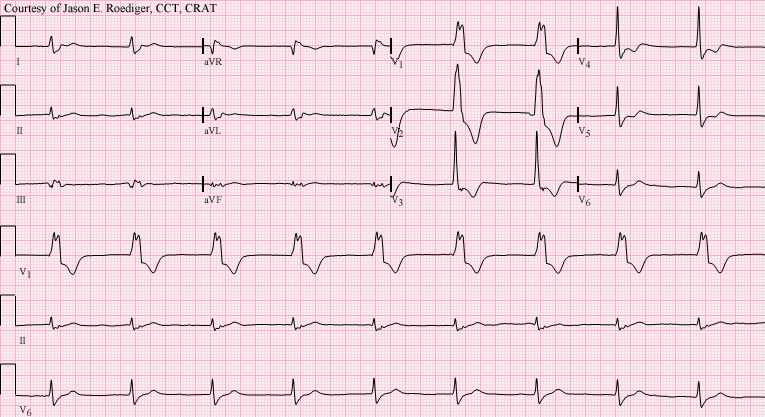
Ritme idioventricular accelerat a una freqüència de 55 batecs per minut, presumptivament originat al ventricle esquerre.

El ritme idioventricular accelerat és un ritme ventricular amb una freqüència situada entre els 40 i els 120 batecs per minut. Idioventricular significa «que està relacionat o afecta exclusivament els ventricles cardíacs» i fa referència a qualsevol arrítmia ventricular ectòpica. Les arrítmies idioventriculars accelerades es diferencien dels ritmes ventriculars amb freqüències inferiors a 40 (escapament ventricular) i dels que són superiors a 120 (taquicàrdia ventricular). Tot i que altres fonts ho limiten a freqüències entre 60 i 100 batecs per minut. També se'l coneix com a RIVA i «taquicàrdia ventricular lenta».
Pot estar present en néixer. Tanmateix, s'associa freqüentment amb la reperfusió posterior a una lesió miocardíaca. El RIVA es considera generalment un ritme cardíac anormal benigne. Normalment, és temporal i no necessita tractament.

## Patofisiologia
Al cor humà, el node sinoatrial es troba a la part superior de l'aurícula dreta. El node sinoatrial és la primera àrea del cor en despolaritzar-se i generar el potencial d'acció que condueix a la despolarització de la resta del miocardi. La despolarització sinoatrial i la posterior propagació de l'impuls elèctric suprimeixen l'acció dels marcapassos naturals inferiors del cor, que tenen freqüències intrínseques més lentes.
El ritme idioventricular accelerat es produeix quan la freqüència de despolarització d'un focus normalment suprimit augmenta per sobre de la dels focus «d'ordre superior» (el node sinoatrial i el nòdul auriculoventricular). Això passa amb més freqüència en el cas d'una bradicàrdia sinusal.
El ritme idioventricular accelerat és l'arrítmia per reperfusió més comuna en els humans. Tot i això, la taquicàrdia ventricular i la fibril·lació ventricular continuen essent les causes més importants de mort sobtada a conseqüència de la restauració espontània del flux anterògrad. Abans de la moderna pràctica d'angioplàstia coronària percutània en els casos de síndrome coronària aguda, era més comú la trombòlisi farmacològica i els ritmes idioventriculars accelerats s'utilitzaven com a senyal d'una reperfusió exitosa. Es considera una arrítmia benigna especialment en el cas d'IAMEST (on convencionalment s'entén que és un indicador de reperfusió) que no requereix intervenció, tot i que la dissincronia auriculoventricular pot causar inestabilitat hemodinàmica, que es pot tractar amb aplicació de sobreestimulació o amb atropina.

## Diagnòstic diferencial
El RIVA es mostra similar a la taquicàrdia ventricular amb complexes QRS amplis (QRS >0,12 s) i un ritme regular. Es pot distingir més fàcilment de la TV en el fet que la freqüència és inferior a 120 i generalment inferior a 100 bpm. Hi pot haver dissociació AV o no depenent de si és conseqüència d'un escapament ventricular o d'un bloqueig AV.